# هارفي جونسون
هارفي جونسون (بالإنجليزية: Harvey Johnson)‏ هو مدرب رياضي أمريكي، ولد في 22 يونيو 1919 في بريدجتون في الولايات المتحدة، وتوفي في 8 أغسطس 1983 بسبب نوبة قلبية.